# Système de messagerie vocale
Pour les articles homonymes, voir VMS.
Un système de messagerie vocale (voice messaging system ou VMS en anglais) est un système informatique qui gère des boîtes vocales (répondeurs).

## Fonctionnement d'un système de messagerie vocale
Un système de messagerie vocale est un système mi-télécom mi-informatique composé de trois couches (schématiquement) :
1. une couche d'accès qui fait la liaison entre le réseau téléphonique et le reste du système ;
2. une couche applicative qui traite les appels : l'enregistrement et la consultation des messages ;
3. une couche stockage qui contient les profils des abonnés ainsi que les messages déposés dans leurs boîtes vocales.

Un système de messagerie vocale est généralement composé de plusieurs modules identiques, permettant chacun de prendre en charge une partie des boîtes vocales de l'opérateur. Chaque module peut contenir les trois couches pré-citées.
En plus des trois couches principales d'un système de messagerie vocale, il est important de noter l'intégration de technologies complémentaires qui améliorent la fonctionnalité et l'efficacité du système. Cela inclut :
1. Systèmes de Reconnaissance Vocale et de Synthèse Vocale : Ces technologies permettent aux utilisateurs d'interagir avec le système de messagerie vocale via des commandes vocales, offrant ainsi une expérience utilisateur plus intuitive et accessible. La synthèse vocale est également utilisée pour lire les messages texte reçus ou pour fournir des réponses automatisées.
2. Protocoles de Communication : Les systèmes de messagerie vocale modernes utilisent souvent des protocoles de communication avancés comme VoIP (Voice over Internet Protocol) pour la transmission de messages vocaux sur des réseaux IP, ce qui permet une intégration plus facile avec d'autres systèmes de communication et réduit les coûts opérationnels.
3. Sécurité et Confidentialité : Des mesures de sécurité comme le cryptage des messages, l'authentification des utilisateurs et l'accès sécurisé aux boîtes vocales sont cruciales pour protéger la confidentialité des messages et les informations personnelles des utilisateurs.
4. Interopérabilité avec d'autres systèmes : La capacité d'interagir avec des systèmes de messagerie électronique, des calendriers et d'autres applications d'entreprise est une caractéristique clé des systèmes de messagerie vocale modernes, permettant aux utilisateurs de gérer toutes leurs communications de manière centralisée.
5. Gestion et Maintenance : Les systèmes de messagerie vocale comprennent des outils de gestion pour la configuration des paramètres du système, la surveillance de la performance et le diagnostic des problèmes. Cela permet aux opérateurs de maintenir une haute disponibilité et une performance optimale du système.

## Services fournis par un système de messagerie vocale
Un système de messagerie vocale fournit un ensemble de services qui vont bien au-delà du simple répondeur. Voici une liste non exhaustive :

### Répondeur de base
- Dépose de messages
- Consultation des messages déposés

### Répondeur évolué
- Rappel du correspondant
- Archivage des messages
- Pense-bête
- Notification des appels sans dépôt de message
- Accusé de lecture des messages vocaux
- Renvoi d'appel et filtrage depuis le répondeur

### Boîte à fax
- Dépose de fax
- Consultation des fax déposés

### Messagerie de groupe
- Dépose de messages
- Consultation des messages déposés
- Transfert de messages
- Annotations de messages

### Personnalisation de la boîte vocale
- Personnalisation de l'annonce d'accueil
- Personnalisation du code d'accès
- Personnalisation du nom
- Personnalisation de la tonalité d'attente

### Message d'absence
- Activation/Désactivation du message d'absence
- Personnalisation du message d'absence

### Renvoi d'appels
- Renvois conditionnels
- Renvois inconditionnels

## Éditeurs de services de messagerie vocale
Les éditeurs de services de messagerie vocale sont très nombreux. La plupart des constructeurs de systèmes téléphoniques, de nombreux éditeurs d'applications pour les opérateurs de télécommunications et des éditeurs spécialisés dans les télécommunications éditent chacun leurs propres solutions.
Par exemple :
- Comverse avec sa plate-forme insight
- StreamWide
- Unisys associé avec TETCO
- LogicaCMG avec uOne
- Lucent Technologies avec AnyPath
- Alcatel
- GLENAYRE avec sa plate-forme Versera
- Avaya avec Definity
- ACTIVE VOICE avec Repartee
- Speech Design associé avec HP avec Thor

## Fournisseurs de services de messagerie vocale pour particuliers
Plusieurs entreprises de télécommunications distribuent le service et le commercialisent aux abonnés résidentiels et d'affaires.
Par exemple :
- Bell Canada offre la téléréponse[2] et la messagerie vocale en ligne[3]

En France, les fournisseurs de téléphonie et d'accès à Internet fournissent très généralement des systèmes de messagerie vocale intégrée :
- Free/Alice : 50 messages de 10 min[4].
- Orange : 20 (standard) ou 50 (premium) messages de 2 minutes[5].
- Numéricable : 20 messages de 2 minutes[6].
- OVH : 500 messages de 10 minutes[7].
- Bouygues
- SFR/Red